# Danielle Arbid

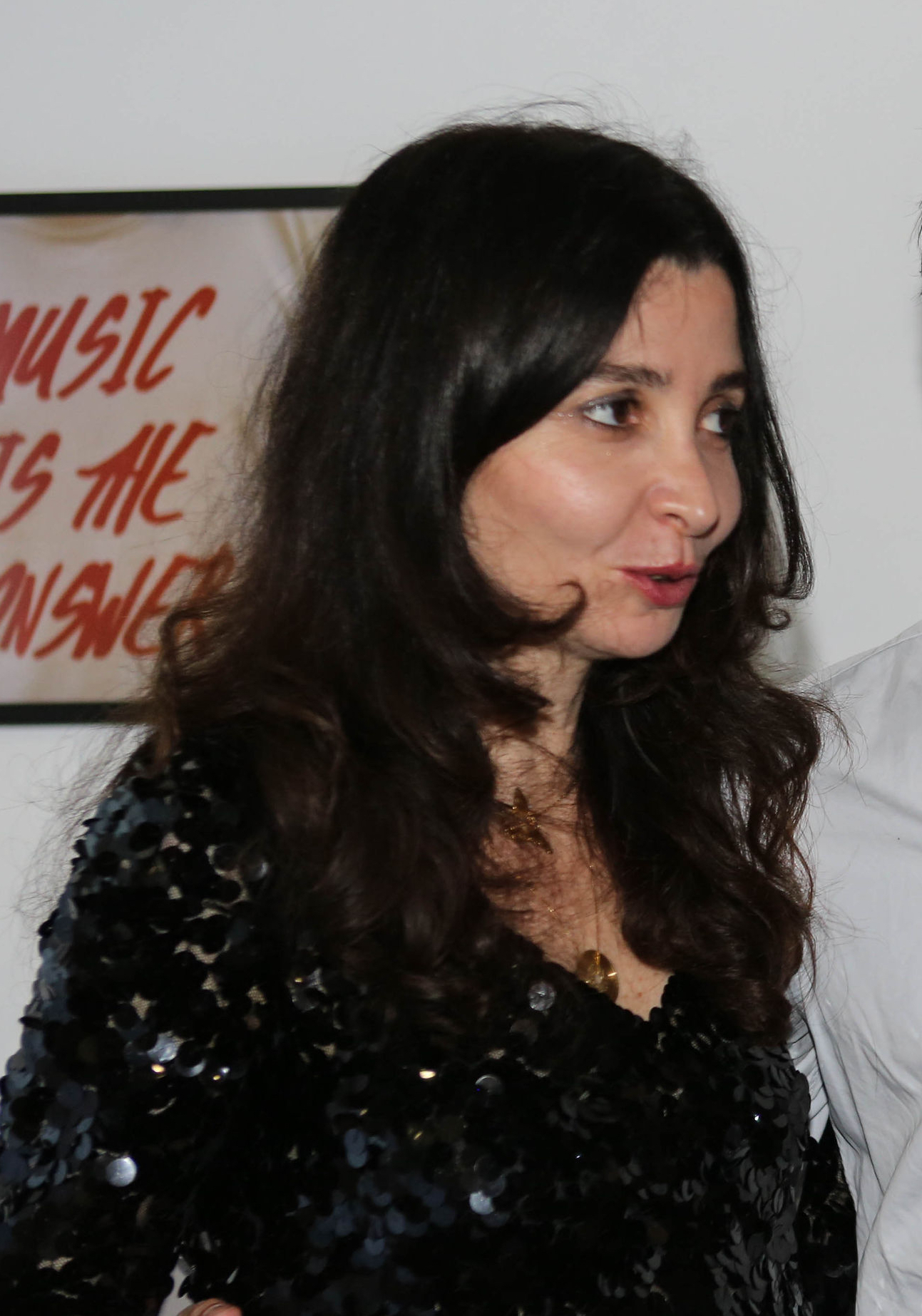
Danielle Arbid

Danielle Arbid é uma directora de cinema e ocasional actriz libanesa reconhecida especialmente por dirigir o laureado filme de 2015 Peur de rien.

## Carreira

### Inícios
Arbid abandonou o Líbano em plena guerra civil em 1987, à idade de 17 anos, para estudar literatura numa faculdade de letras em Paris, França. Também estudou jornalismo enquanto trabalhava como jornalista independente durante cinco anos, inclusive escrevendo artigos para o diário Libération.

### Carreira no cinema
Em 1997 dirigiu a sua primeira curta-metragem, Raddem, e o seu primeiro documentário, Seule ave a guerre (1999). Como nunca estudou cinema, Arbid tem afirmado que a sua inspiração provem "da arte, da fotografia, da gente na rua e, claro, do cinema". O seu filme de 2007 A Lost Man contém uma grande quantidade de cenas sexualmente explícitas, algo pouco comum nas produções cinematográficas do cinema árabe. O seu terceiro filme de ficção, Peur de rien, teve a sua estreia na França oa 10 de fevereiro de 2016. O filme teve excelentes críticas por parte da imprensa francesa. Peur de rien teve a sua estreia mundial no Festival de Cinema de Toronto.
Numa entrevista durante o festival de Popoli em 2016, a directora afirmou: "Quero estar tão perto das minhas personagens de ficção como dos meus documentários. Quero viver vidas paralelas, não só contar histórias, mas também senti-las. As minhas longas-metragens, tal como as percebo, são como documentários das minhas personagens. Utilizo muitos primeiros planos e longos enfoques para penetrar no universo que crio, esquecendo a realidade o mais possível. Com frequência tenho filmado cenas de sexo. Acho que é uma prerrogativa da minha parte, como mulher e como pessoa de origem árabe. Com a representação dos corpos e a graça que emana deles, trato de aproximar-me à arte. Faço sempre um esforço para embelezar e exaltar os actores. Quando faço um filme, não dou nada por terminado. Ainda assim, anseio incessantemente que cada filme seja o mais ardente possível, tanto em substância como em forma".

### Actualidade
Em 2018 Arbid dirigiu a longa-metragem Simples Passion, protagonizada pelas actrizes Vicky Krieps, Elina Löwensohn e Danila Kazlovsky.

## Filmografia
- 1998 : Raddem (curta de ficção)
- 1999 : Lhe passeur (curta de ficção)
- 2000 : Seule avec a guerre (documentário)
- 2002 : Étrangère (ficção)
- 2002 : Aux frontières (documentário)
- 2004 : In the Battlefields (longa-metragem)
- 2004 : Nous / Nihna
- 2004 : Conversation de Salon 1, 2 et 3
- 2007 : A Lost Man (longa-metragem)
- 2008 : This Smell of Sex
- 2009 : Conversation de salon 4, 5 et 6
- 2011 : Beirut Hotel (telefilme)[9]
- 2015 : Parisienne (longa-metragem)
- 2018 : Simples Passion (longa-metragem)[10]